# Roszkówko (przystanek kolejowy)
Roszkówko – nieczynny kolejowy przystanek osobowy na linii nr 366 w Roszkówku, w województwie wielkopolskim, w Polsce.